# Christuskirche (Freiburg im Breisgau)

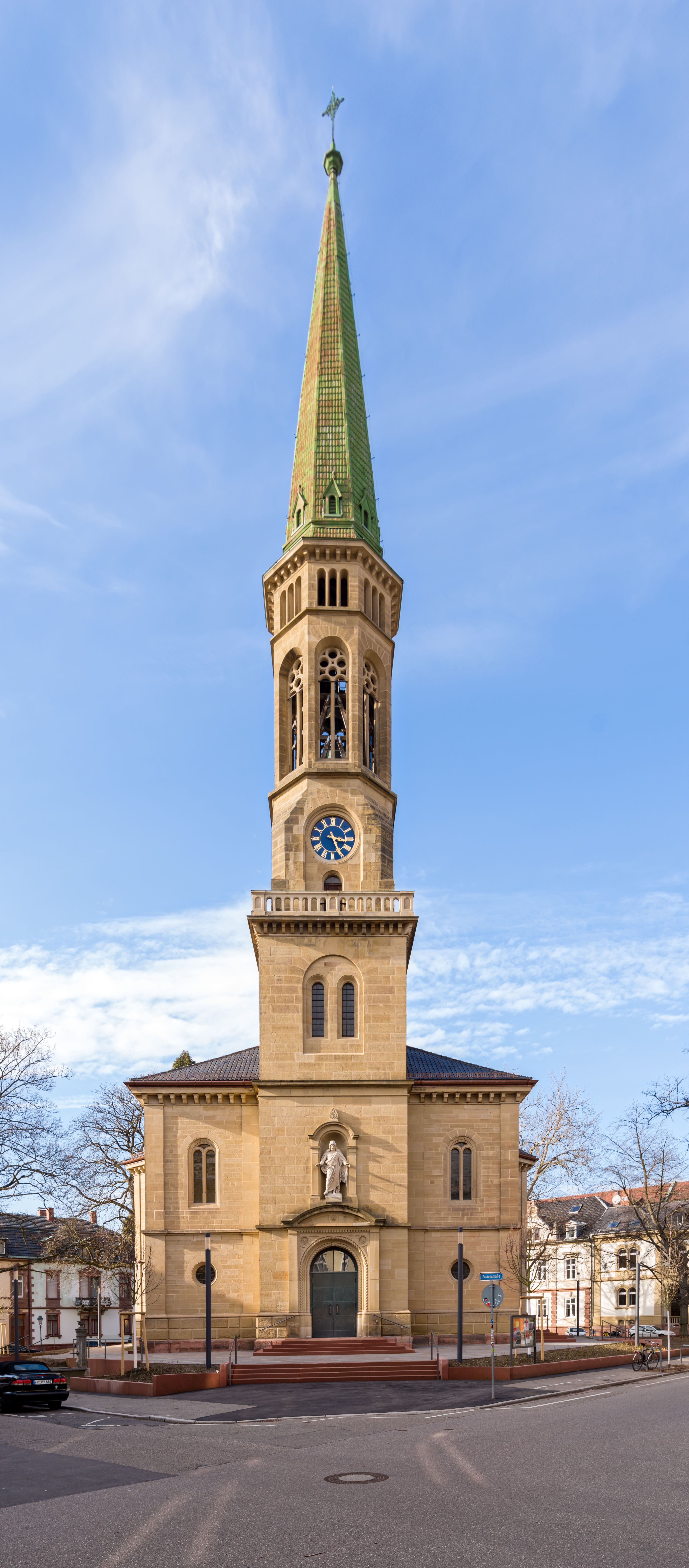
Die Christuskirche nach der Renovierung

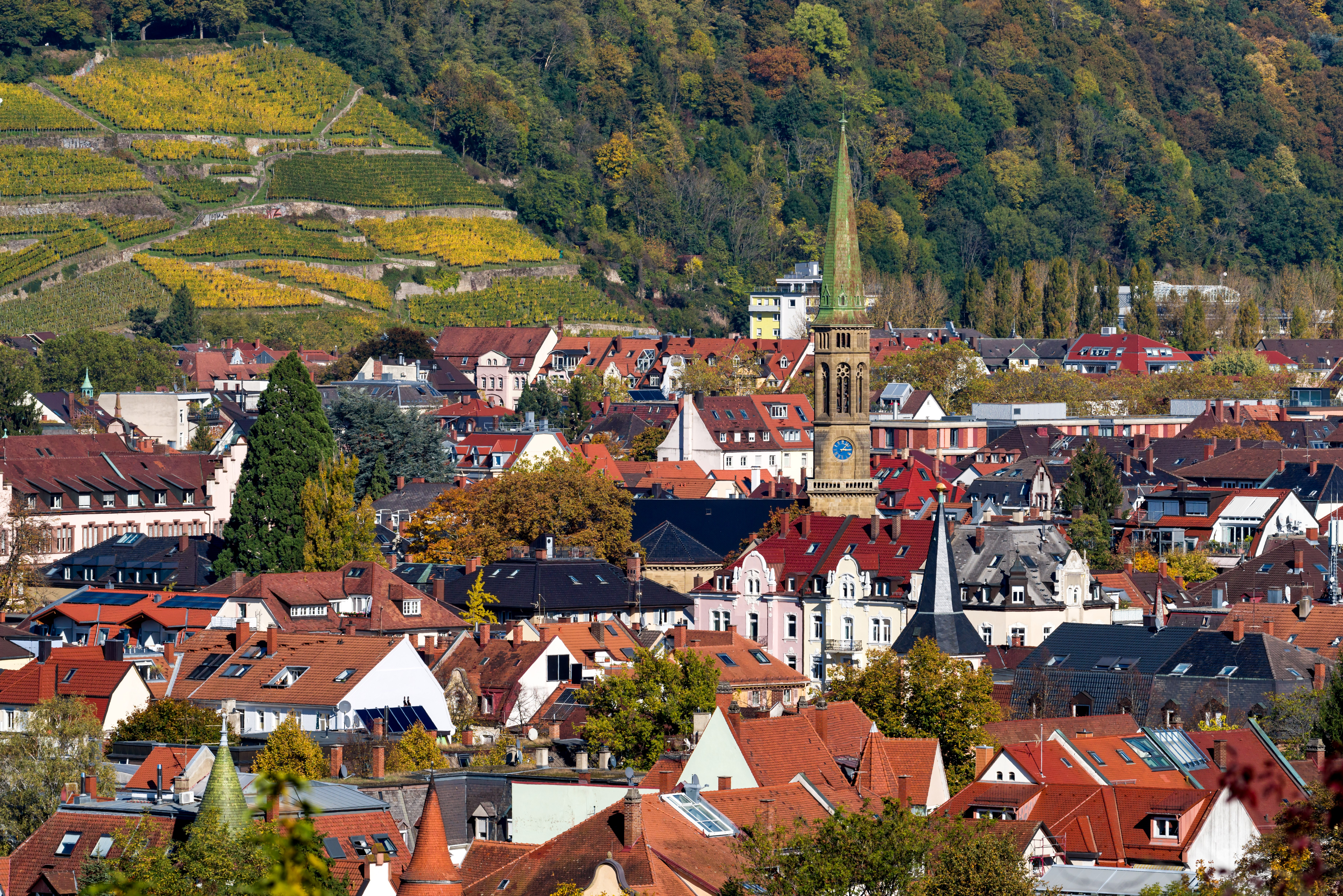
Blick auf die Christuskirche von der Lorettokapelle

Die Christuskirche ist eine evangelische Kirche in Freiburg im Breisgau im Stadtteil Wiehre. Sie wurde 1889 bis 1891 nach Entwürfen des Architekten Ludwig Diemer errichtet und am 31. Mai 1891 eingeweiht. Sie gehört zur Pfarrgemeinde Freiburg Ost der Evangelischen Landeskirche in Baden.

## Geschichte

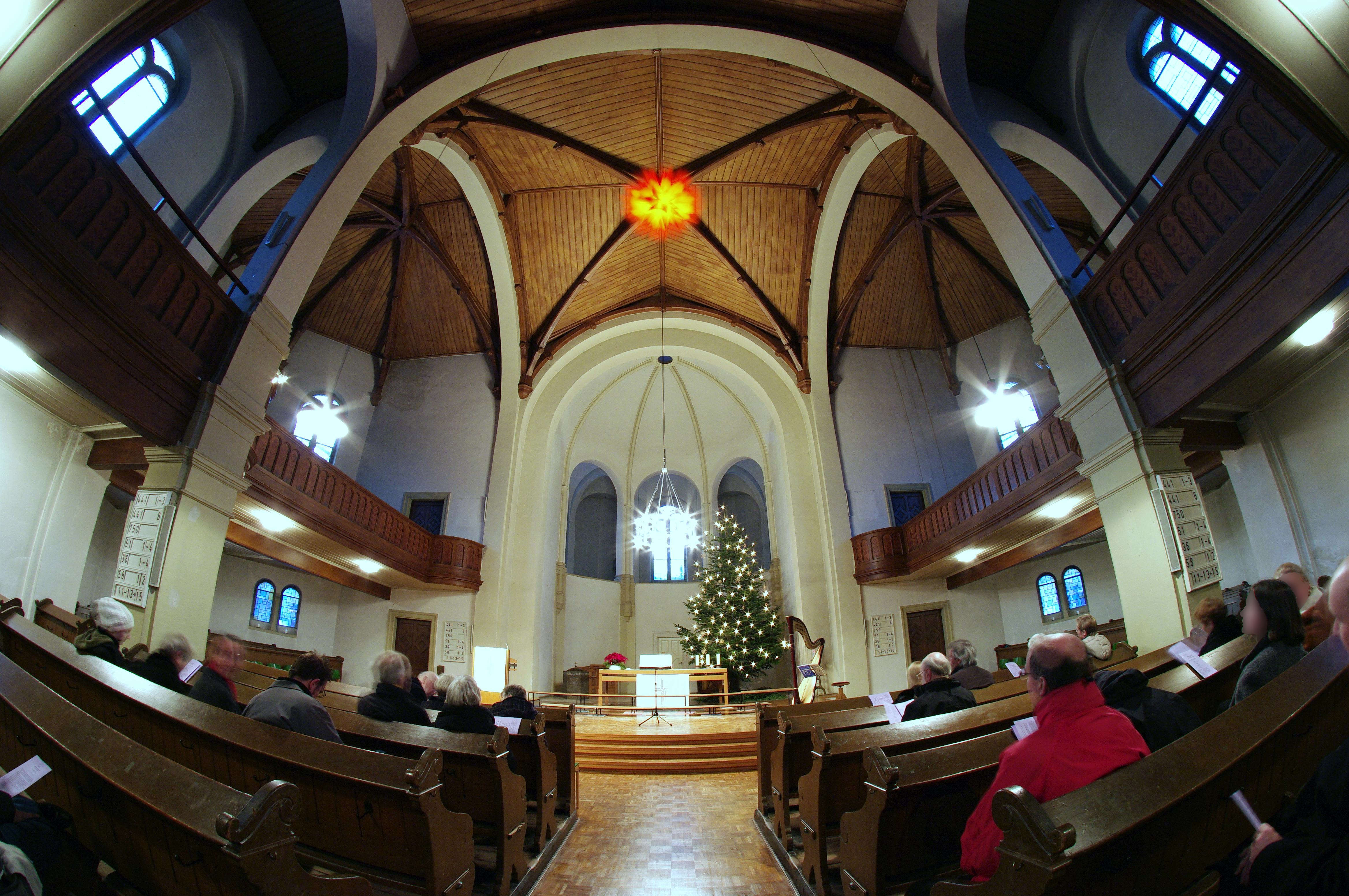
Blick ins Kircheninnere vor der Renovierung 2015/16

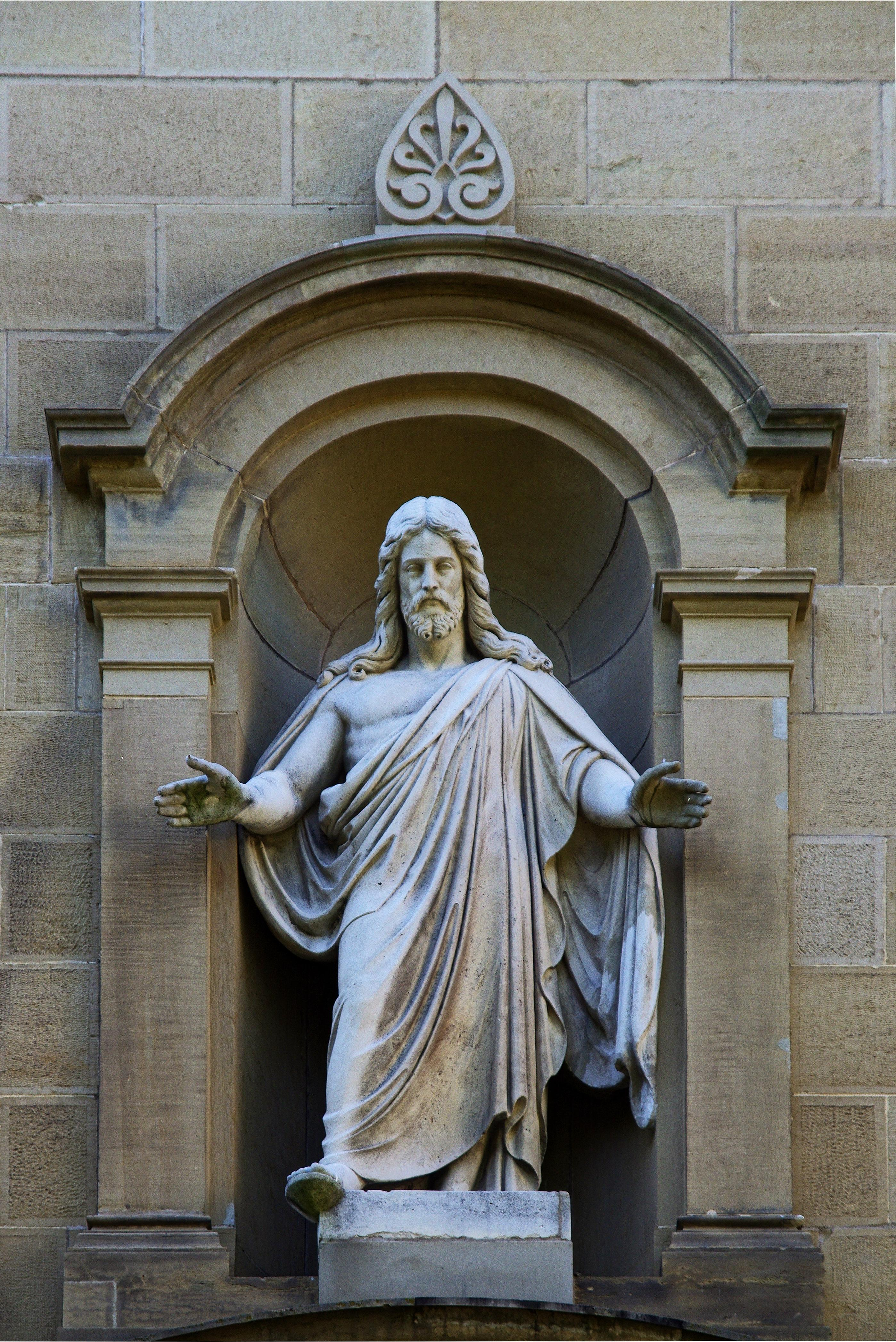
Christusstatue von Seitz

In der Stadt Freiburg, die unter österreichischer Herrschaft gestanden hatte und daher katholisch war, entwickelte sich erst seit dem Übergang an das Großherzogtum Baden im Jahre 1806 eine größere evangelische Gemeinde. Die erste evangelische Kirche der Stadt war die Ludwigskirche im Stadtteil Neuburg. Mit der Entwicklung des Stadtteils Wiehre wuchs auch hier das Bedürfnis nach einem Gotteshaus. In den 1880er Jahren ging man an die Etablierung einer eigenen Pfarrei und eines Kirchenbaus. Die Stadt trat das Baugrundstück an der Ecke Zasiusstraße / Turnseestraße kostenlos ab. Als Gegenleistung wünschte sie einen „schönen, hohen und weithin sichtbaren Turm“. Damit diente der Bau der unter Oberbürgermeister Otto Winterer verfolgten städtebaulichen Leitidee, die expandierende Stadt Freiburg durch Turmbauten zu markieren. Der erste Entwurf des Großherzoglichen Bauinspektors Knoderer wurde durch Kirchenbaurat Ludwig Diemer von der evangelischen Kirchenbauinspektion zu Fall gebracht, der seine eigene Planungen durchsetzte. 1889 legte der Erbgroßherzog den Grundstein, 1891 konnte der Bau eingeweiht werden.
Die Baukosten betrugen 170.000 Mark, und zwar berechnete sich das Langhaus bei einem Rauminhalt von 7128 m3 auf 18 Mark, der Turm bei 1656 m3 auf 25 Mark für den Kubikmeter. Der Aufwand für Orgel, Glocken und Uhr betrug 17.000 Mark; mithin die Gesamtkosten 187.000 Mark. Die Kirche bot 1080 Sitzplätze. Die gesamten Baukosten wurden von der evangelischen Kirchengemeinde durch Spenden aufgebracht.
Die Innenausstattung des 19. Jahrhunderts fiel Renovierungen seit den 1930er Jahren zum Opfer. 
Von Ende Juni 2015 bis Ende 2016 war die Kirche geschlossen und wurde renoviert. Das Altarbild und ein Fenster wurde von dem Künstler Harald Herrmann neu gestaltet. Am 19. November 2016 wurde die Kirche mit Felix Mendelssohn Bartholdys Elias wieder eröffnet.

## Bau
Die Kirche ist auf kreuzförmigem Grundriss errichtet. Das Langhaus ist von blockhafter Klarheit und wird durch den schlanken Turm mit hoher Spitze überragt, dessen obere Geschosse aus dem quadratischen Grundriss ins Achteck überleiten. Der Innenraum wird durch Emporen unterteilt, was außen an der zweigeschossigen Wandgliederung ablesbar ist. Durch die polygonalen Raumabschlüsse von Chor und Querarmen wird eine Verbindung von Längs- und Zentralbau erreicht. Als Emporenkirche mit in den Bau hineingezogenem Südostturm vereinigt die Christuskirche typische Merkmale des evangelischen Kirchenbaus. Die Stilformen sind der italienischen Renaissancearchitektur entnommen. Dadurch fügt sich die Kirche in die zur Erbauungszeit entstehende Wohnbebauung des Freiburger Gründerzeit-Viertels der Wiehre ein. Durch den Baustil und das Baumaterial, grünen Sandstein, setzt der Bau sich zugleich von der durch das Freiburger Münster repräsentierten mittelalterlichen Bautradition der Stadt im ortstypischen roten Sandstein ab. Der Bau gehört der Epoche des Historismus an. 
Über dem Eingangsportal steht in einer Nische eine Christus-Statue von Julius Seitz aus dem Jahr 1891, die sich an einem vielfach kopierten Werk Bertel Thorvaldsens in der Frauenkirche in Kopenhagen orientiert.

## Orgeln
Die Orgel der Christuskirche wurde 1980 von der Orgelwerkstatt Rieger Orgelbau in Schwarzach (Vorarlberg) gebaut. Sie verfügt über 39 Register auf drei Manualen und Pedal. Sie wurde wesentlich mitfinanziert von dem zu diesem Zwecke gegründeten Orgelbauverein der Christuskirche Freiburg e. V. und ersetzt ein Instrument, das 1891 von der Firma H. Voit & Söhne aus Durlach gebaut wurde. Im Jahr 2020 wurde die Orgel durch die Freiburger Orgelbau Hartwig und Tilmann Späth renoviert und um ein Register erweitert.
1989 wurde eine mechanische Truhenorgel mit Schleifladen der Orgelbauwerkstatt Georges Heintz (Schiltach) mit vier Registern ohne Pedal angeschafft.

## Glocken
Das dreistimmige Geläut aus Bronze wurde 1954 von der Karlsruher Glockengießerei Bachert gegossen.
| Nr. | Durchmesser | Gewicht | Schlagton |
| --- | ----------- | ------- | --------- |
| 1   | 1315 mm     | 1294 kg | es′ -2    |
| 2   | 1095 mm     | 0724 kg | ges′      |
| 3   | 0973 mm     | 0512 kg | as′ -1    |

In den Jahren 2004 und 2005 wurde der Turm renoviert, allerdings ohne den Glockenstuhl. Die drei Glocken, darunter die Petrus-Glocke und die Vaterunser-Glocke, wurden aus Sicherheitsgründen bereits 2003 abgehängt und auf einem Provisorium im Turm gelagert.  Bis 2010 sammelte die Christusgemeinde genügend Spenden für den Eigenanteil der Glockenstuhlsanierung, so dass anschließend der alte Glockenstuhl aus Stahl durch einen neuen aus Holz ersetzt werden konnte. Seit Ostersonntag 2011 läuten die Glocken wieder.

## Gemeindehaus

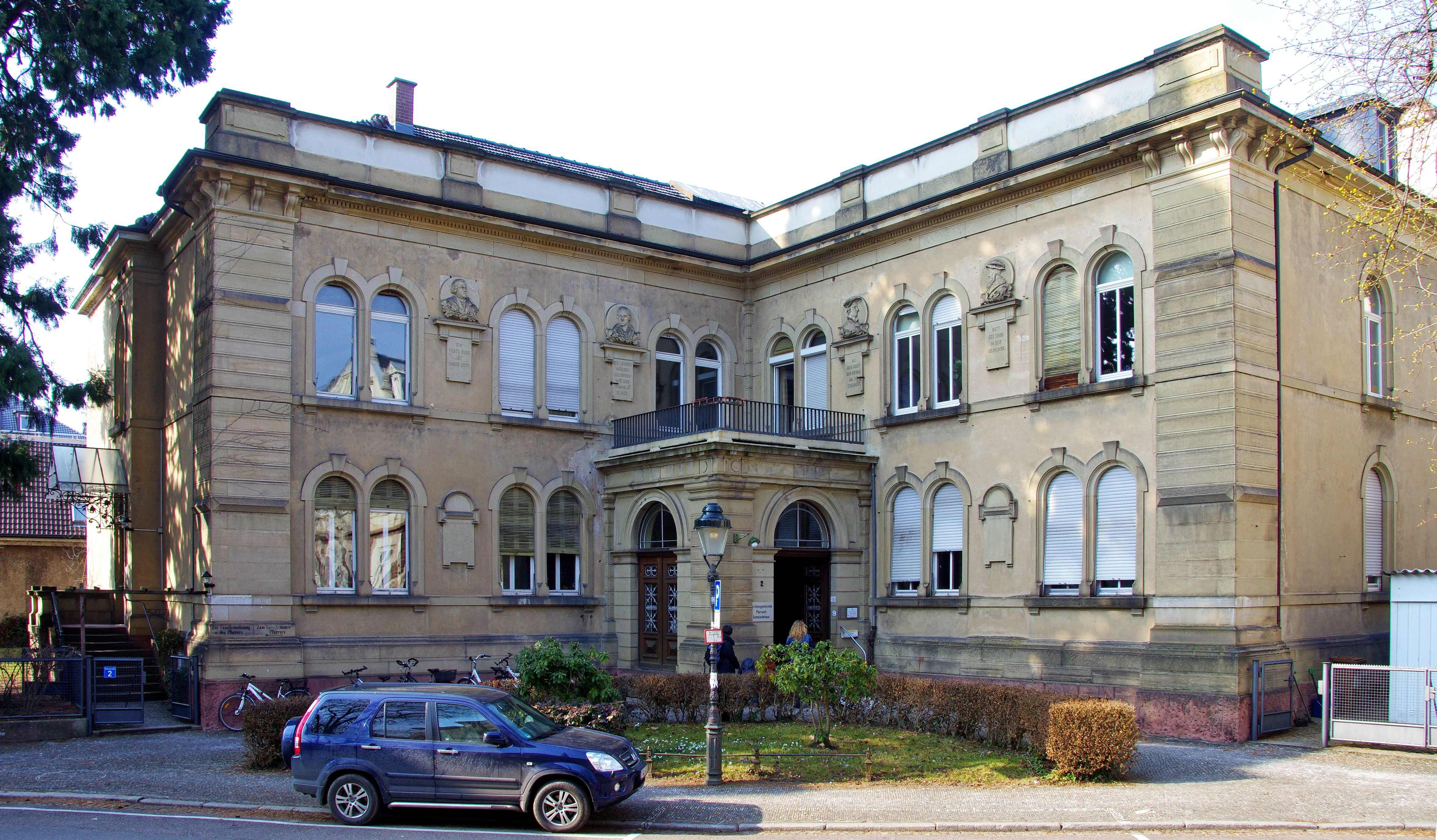
Gemeindehaus

Nur wenige Jahre nach der Fertigstellung der Christuskirche wurde 1895/1896 das Pfarr- und Gemeindehaus in der Maienstraße 2 nach einem Entwurf von Walter, Jacobsen und Fr. Bauer als ungewöhnliche Zweiflügelanlage in repräsentativen Formen gebaut. Dieser Bau wurde durch eine Schenkung in Höhe von 10.000 Mark durch die Freiin von Vincke angestoßen. Das Gemeindehaus bildet mit der Christuskirche ein heute unter Denkmalschutz stehendes Ensemble, damals war es der erste beispielgebende „integrative Kirchenbau“ in Freiburg überhaupt: Erstmals war in Freiburg ein modernes Gemeindezentrum (Kirche, Pfarrhaus mit Gemeindesälen und benachbartem Kindergarten) entstanden.

## Die Christusgemeinde
Von Anfang an stellte die Sozialarbeit einen wichtigen Faktor bei der seelsorgerischen Tätigkeit der Christusgemeinde dar. Die Einführung eines gesonderten Kindergottesdienstes 1891, mit 800 bis 900 Kindern in 47 Gruppen von ehrenamtlichen Helferinnen organisiert sowie die Einrichtung einer "Kinderbewahranstalt" 1897 waren für die Entwicklung der badischen Landeskirche richtungweisend.
Aufgrund der Bedeutung der Kirche war die Pfarrstelle mit herausragenden Persönlichkeiten besetzt, darunter der großherzogliche Hofprediger Dr. Ludwig Schmitthenner (1858–1932), der spätere erste evangelische Landesbischof Julius Kühlewein (1873–1948), die beiden Pfarrer Hermann Weber (1892–1937) und Otto Hof (1902–1980), beide erklärte Gegner des Nationalsozialismus, und in der Nachkriegszeit Berthold Kühlewein (1906–1980), der spätere Leiter des Evangelischen Stifts in Freiburg, und Frido Ritter (1923–2010), der Sohn des Historikers und führenden Mitgliedes der Bekennenden Kirche, Gerhard Ritter. In der Zeit von Frido Ritter wurde die integrative Sozialarbeit an der Christuskirche um die Eingliederung Behinderter (ABC-Kreis) erweitert.
Die Entstehung des „Freiburger Kreises“, der einzigen professoralen Widerstandsgruppe in der NS-Zeit, zentriert um die Nationalökonomen Walter Eucken, Adolf Lampe, Constantin von Dietze und den Historiker Gerhard Ritter, ist eng mit der Christuskirche verbunden. Inwieweit die Zusammenkünfte der Professoren, die sich aus Sicherheitsgründen überwiegend in ihren Privatwohnungen trafen, sich auch auf das öffentlich zugängliche Gemeindehaus erstreckten, ist umstritten. Als gesichert kann gelten, dass die Professoren häufig auf den donnerstäglichen sogenannten Bekenntnisabenden oder am Sonntag nach dem Hauptgottesdienst ein „Laienwort“ sprachen.
Ein Schwerpunkt in der Christusgemeinde ist seit Jahrzehnten die Kirchenmusik, wo unter anderem im 20. Jahrhundert Klaus Knall als Kirchenmusiker wirkte. Aktuell (2019) singen dort unter der Freiburger Bezirkskantorin Hae-Kyung Jung mit der Christuskantorei etwa 90 Kinder, 15 Jugendliche und 70 Erwachsene.